# كريستين اوبوليس
كريستين اوبوليس (باللاتفية: Kristīne Opolais )‏ (و. 1979  م) هي مغنية، ومغنية أوبرا لاتفية، ولدت في ريزكني، بدأت مشوارها المهني سنة 2001.

## التعليم
تعلمت في Jāzeps Vītols Latvian Academy of Music ‏.

## روابط خارجية
- كريستين اوبوليس على موقع IMDb (الإنجليزية)
- كريستين اوبوليس على موقع مونزينجر (الألمانية)
- كريستين اوبوليس على موقع ميوزك برينز (الإنجليزية)
- كريستين اوبوليس على موقع ديسكوغز (الإنجليزية)
- كريستين اوبوليس على موقع قاعدة بيانات الفيلم (الإنجليزية)